# ند واشینگتن
ند واشینگتن (انگلیسی: Ned Washington; ۱۵ اوت ۱۹۰۱ – ۲۰ دسامبر ۱۹۷۶) ترانه‌سرای اهل ایالات متحده آمریکا بود.
او برنده جوایزی همچون جایزه اسکار بهترین موسیقی فیلم شده‌است.